# Окситрихлорид ниобия(V)
Окситрихлорид ниобия(V) — неорганическое соединение, оксосоль металла ниобия и соляной кислоты с формулой NbOCl3, 
бесцветные кристаллы.

## Получение
- Пропускание паров хлорида ниобия(V) над нагретым оксидом ниобия(V):

{\displaystyle {\mathsf {Nb_{2}O_{5}+3NbCl_{5}\ {\xrightarrow {T}}\ 5NbOCl_{3}}}}
- Пропускание паров тетрахлорметана над нагретым оксидом ниобия(V):

{\displaystyle {\mathsf {2Nb_{2}O_{5}+3CCl_{4}\ {\xrightarrow {T}}\ 4NbOCl_{3}+3CO_{2}}}}
- Гидролиз хлорида ниобия(V):

{\displaystyle {\mathsf {NbCl_{5}+H_{2}O\ {\xrightarrow {\ }}NbOCl_{3}+2HCl}}}
- Нагревание оксида ниобия(V) в токе хлора:

{\displaystyle {\mathsf {2Nb_{2}O_{5}+6Cl_{2}\ {\xrightarrow {800-850^{o}C}}\ 4NbOCl_{3}+3O_{2}}}}

## Физические свойства
Окситрихлорид ниобия(V) образует бесцветные кристаллы,
тетрагональной сингонии, 
пространственная группа P 42/mnm, 
параметры ячейки a = 1,087 нм, c = 0,396 нм, Z = 4.

## Химические свойства
- Окисляется при нагревании на воздухе:

{\displaystyle {\mathsf {4NbOCl_{3}+3O_{2}\ {\xrightarrow {T}}\ 2Nb_{2}O_{5}+6Cl_{2}}}}
- При нагревании в инертной атмосфере образуется оксид и хлорид ниобия(V):

{\displaystyle {\mathsf {5NbOCl_{3}\ {\xrightarrow {T}}\ Nb_{2}O_{5}+3NbCl_{5}}}}
- Взаимодействует с алкоголятами щелочных металлов с образованием оксоалкоксидов ниобия(V):

{\displaystyle {\mathsf {NbOCl_{3}+3NaOR\ {\xrightarrow {}}\ NbO(OR)_{3}+3NaCl}}}